# Хрусталенко Микола Олександрович
Мико́ла Олекса́ндрович Хрустале́нко (нар. 22 вересня 1906, Богданівка — пом. 12 листопада 1984, Київ) — український радянський живописець; член Спілки радянських художників України.

## Біографічні дані
Народився 9 [22] вересня 1906 року в селі Богданівці (нині Березівський район Одеської області, Україна). Упродовж 1935—1941 років навчався в Київському художньому інституті, де його викладачами зокрема були Федір Кричевський та Павло Волокидін.
11 грудня 1937 року був заарештований за звинуваченням в участі у студентсько-фашистській групі. Засуджений до 5 років виправно-трудових таборів і трьох років поразки в правах. Вирок замінено одним роком виправно-трудових таборів.
У середині 1940-х років оселився в Білій Церкві зі своєю дружиною, скульпторкою Лідією Василівною. Мав тавро «ворога народу», туберкульоз і заборону жити у Києві. У Білій Церкві, працюючи в краєзнавчому музеї, повернувся до мистецтва.
Пізніше жив у Києві, в будинку на вулиці Малій Китаївській, № 29, квартира 10. Помер в Києві 12 листопада 1984 року

## Творчість
Працював в галузі станкового живопису у жанрах пейзажу, портрета, натюрморту. Серед робіт:
- «Колгоспний ринок» (1947);
- «Перший покіс» (1957);
- «Вечір над Затокою» (1958);
- «...А буде син і буде мати...» (1964);
- «Летять журавлі» (1958).

Брав участь у республіканських виставках з 1945 року.
У фондах Білоцерківського краєзнавчого музею зберігаються його ранні роботи, за жанром — історичні портрети.

## Вшанування пам'яті
- 28 липня 2022 р. у місті Біла Церква Київської обл. вулицю Куценка перейменували на вулицю Миколи Хрусталенка.